# Баркиды
Барки́ды — условное название аристократического рода, представители которого занимали высшие государственные и военные посты в Карфагене в III — начале II века до н. э. Играли ключевую роль в расширении карфагенских владений в Испании, подавлении восстания наёмников, Первой и Второй Пунических войнах.

## Происхождение и взгляды

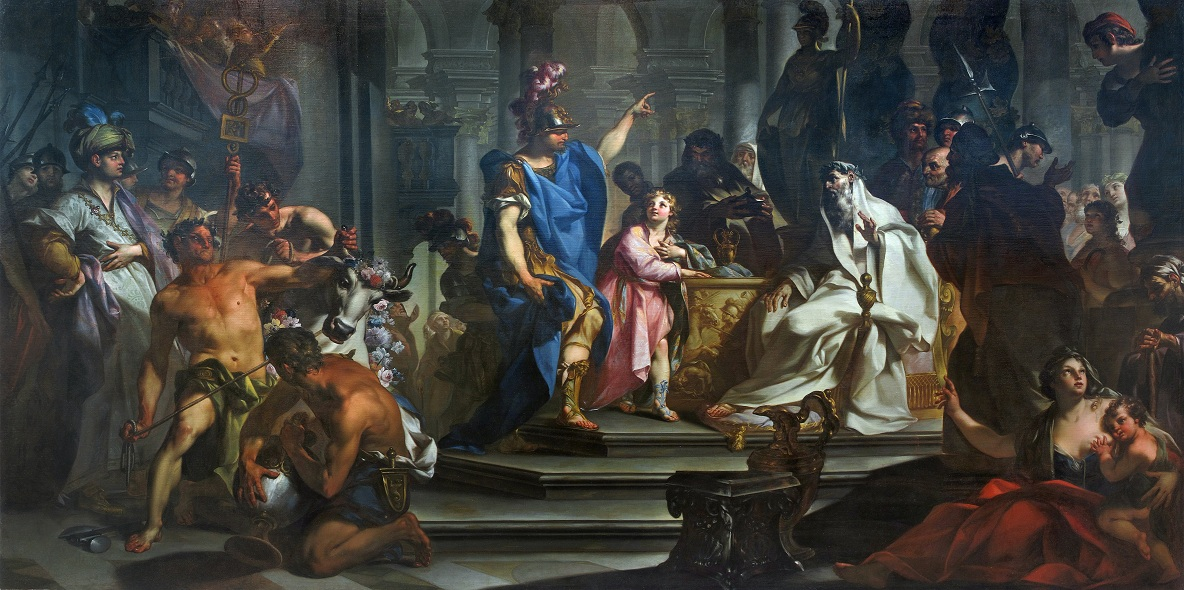
Клаудио Франческо Бомон. Ганнибал даёт клятву ненависти к римлянам (середина XVIII века)

Гамилькар Барка принадлежал к высшей карфагенской аристократии и возводил свою родословную к одному из спутников Элиссы, легендарной основательницы Карфагена. О его родителях ничего не известно; существует только предположение, что старшего из своих сыновей Гамилькар назвал Ганнибалом в честь отца. Прозвище Барка происходит от финикийского b(a)r(a)q — «молния», и, таким образом, эквивалентно распространённому в эллинистическом мире прозвищу Керавн. Возможно, Гамилькар получил его за свою тактику во время Первой Пунической войны. По другой версии, это прозвище было родовым.
Своим сыновьям Гамилькар дал образование в эллинском духе, несмотря на наличие в карфагенском законодательстве прямого запрета на это. Вместе с ним они находились в Испании и получили воспитание в военном лагере, окружённые солдатами. Гамилькар передал сыновьям свою ненависть к Риму и стремление к реваншу; все трое братьев посвятили этой борьбе свои жизни, сыграв выдающиеся роли во Второй Пунической войне. По утверждению римских авторов, своего старшего сына Гамилькар заставил в возрасте около 9 лет принести торжественную клятву в вечной ненависти к римлянам.
После поражения в Первой Пунической войне Карфаген был охвачен глубоким политическим кризисом, одним из аспектов которого было возрастание роли народа в управлении государством и раскол в рядах олигархии, в чьих руках ранее была сосредоточена вся власть. Одна группа возглавлялась знатной фамилией Ганнонидов, бывшей уже почти сто лет самой влиятельной в Карфагене. Во главе другой встал прославившийся в войне с Римом Гамилькар Барка. Ганнон Великий, возглавлявший «партию» Ганнонидов, выступал постоянным и, насколько известно из источников, неудачливым соперником Гамилькара. Его сторонники пытались даже привлечь Гамилькара к суду, но тот вступил в контакт с лидером «демократической» группировки, Гасдрубалом Красивым, который оказал поддержку Гамилькару. Союз между Баркидами и карфагенской «демократией» был основан на общности внешнеполитических интересов. Ганнон и его сторонники видели величие Карфагена прежде всего в укреплении его позиций в Африке и поэтому стремились не вступать ни в какой конфликт с Римом, ведя в Средиземноморье осторожную и мирную политику. Баркиды, наоборот, стояли за политику активную, и их целью был реванш за поражение, который Карфаген мог взять после тщательной подготовки. Но те же цели, что и Баркиды, преследовали и широкие круги карфагенян, заинтересованные в притоке богатств из заморских владений (африканские в основном находились в руках аристократии) и в монополии морской торговли. Союз был скреплён браком Гасдрубала с дочерью Гамилькара. Гасдрубал добился не только оправдания Гамилькара, но и поручения ему подавить восстание нумидийцев. После его подавления, уже не получая от властей никакого нового поручения, Гамилькар переправился в Испанию.

## Держава Баркидов в Испании
В VI—V веках до н. э. карфагеняне овладели южной частью Пиренейского полуострова, однако предположительно во время восстания наёмников большая часть этих владений, исключая прибрежные города, была потеряна. В 237 году до н. э. Гамилькар Барка начал кампанию по восстановлению власти Кафагена, разгромив тартессиев и иберов. Помимо завоевания богатых земель и установления монополии в торговле он преследовал цель создания плацдарма для возобновления борьбы с Римом после недавно проигранной войны.
После гибели Гамилькара в бою с иберами карфагенское правительство послало в Испанию новое войско во главе с Гасдрубалом Красивым. Гасдрубал, совмещая военные и (чаще) дипломатические методы, успешно завершил подчинение Карфагену большей части полуострова и основал Новый Карфаген, ставший главным городом пунийской Испании. Когда в 221 году до н. э. Гасдрубал погиб от рук раба, мстившего за своего казнённого хозяина, испанская армия провозгласила своим командующим сына Гамилькара Барки Ганнибала. Таким образом, со времени высадки Гамилькара в Гадире принадлежащая карфагенянам часть Испании управлялась представителями одной семьи — Баркидами, которые действовали достаточно независимо от центрального правительства: чеканили монету, заключали договоры, назначали наместников присоединённых территорий. Это объясняется их тесной связью с армией, влиянием в народе и правящих кругах Карфагена благодаря военным победам и притоку богатств с новых земель, а также опорой на местное население.
Баркиды сохранили старую социально-политическую структуру испанских племён, ограничившись взятием заложников; города, за редким исключением, были свободны от гарнизонов; большинство прежних правителей сохранили власть, хотя и платили подать карфагенянам. Результатом стало провозглашение испанцами Гасдрубала Красивого, по выражению Диодора Сицилийского, стратегом-автократором, то есть верховным вождём (карфагенское и испанское названия этого титула неизвестны).
Это создавало новые отношения между карфагенским военачальником и испанцами. По отношению к последним он теперь выступал не только как чужеземец и магистрат враждебного государства, но и как собственный правитель. Установлению таких отношений способствовали браки Гасдрубала и Ганнибала с испанками, которые как бы вводили карфагенян в местную среду, что было важно в условиях родового общества или государства со значительными родовыми пережитками.

## Генеалогия
|          |          |          |          |          |          |  |  |           |           |           |           | Гамилькар Барка |           |  |  |       |       |       |       |       |       |  |  |                    |                    |                    |                    |                    |                    |  |  |      |      |      |      |      |      |        |  |  |  |  |  |           |           |           |           |           |           |  |  |  |  |  |  |  |  |  |  |
|          |          |          |          |          |          |  |  |           |           |           |           |                 |           |  |  |       |       |       |       |       |       |  |  |                    |                    |                    |                    |                    |                    |  |  |      |      |      |      |      |      |        |  |  |  |  |  |           |           |           |           |           |           |  |  |  |  |  |  |  |  |  |  |
|          |          |          |          |          |          |  |  |           |           |           |           |                 |           |  |  |       |       |       |       |       |       |  |  |                    |                    |                    |                    |                    |                    |  |  |      |      |      |      |      |      |        |  |  |  |  |  |           |           |           |           |           |           |  |  |  |  |  |  |  |  |  |  |
| Ганнибал | Ганнибал | Ганнибал | Ганнибал | Ганнибал | Ганнибал |  |  | Гасдрубал | Гасдрубал | Гасдрубал | Гасдрубал | Гасдрубал       | Гасдрубал |  |  | Магон | Магон | Магон | Магон | Магон | Магон |  |  | Ганнон             | Ганнон             | Ганнон             | Ганнон             | Ганнон             | Ганнон             |  |  |      |      |      |      |      |      |        |  |  |  |  |  |           |           |           |           |           |           |  |  |  |  |  |  |  |  |  |  |
| Ганнибал | Ганнибал | Ганнибал | Ганнибал | Ганнибал | Ганнибал |  |  | Гасдрубал | Гасдрубал | Гасдрубал | Гасдрубал | Гасдрубал       | Гасдрубал |  |  | Магон | Магон | Магон | Магон | Магон | Магон |  |  | Ганнон             | Ганнон             | Ганнон             | Ганнон             | Ганнон             | Ганнон             |  |  |      |      |      |      |      |      |        |  |  |  |  |  |           |           |           |           |           |           |  |  |  |  |  |  |  |  |  |  |
|          |          |          |          |          |          |  |  |           |           |           |           |                 |           |  |  |       |       |       |       |       |       |  |  |                    |                    |                    |                    |                    |                    |  |  |      |      |      |      |      |      |        |  |  |  |  |  |           |           |           |           |           |           |  |  |  |  |  |  |  |  |  |  |
| Дочь     | Дочь     | Дочь     | Дочь     | Дочь     | Дочь     |  |  | Наравас   | Наравас   | Наравас   | Наравас   | Наравас         | Наравас   |  |  | Дочь  | Дочь  | Дочь  | Дочь  | Дочь  | Дочь  |  |  | Гасдрубал Красивый | Гасдрубал Красивый | Гасдрубал Красивый | Гасдрубал Красивый | Гасдрубал Красивый | Гасдрубал Красивый |  |  | Дочь | Дочь | Дочь | Дочь | Дочь | Дочь |        |  |  |  |  |  | Бомилькар | Бомилькар | Бомилькар | Бомилькар | Бомилькар | Бомилькар |  |  |  |  |  |  |  |  |  |  |
| Дочь     | Дочь     | Дочь     | Дочь     | Дочь     | Дочь     |  |  | Наравас   | Наравас   | Наравас   | Наравас   | Наравас         | Наравас   |  |  | Дочь  | Дочь  | Дочь  | Дочь  | Дочь  | Дочь  |  |  | Гасдрубал Красивый | Гасдрубал Красивый | Гасдрубал Красивый | Гасдрубал Красивый | Гасдрубал Красивый | Гасдрубал Красивый |  |  | Дочь | Дочь | Дочь | Дочь | Дочь | Дочь |        |  |  |  |  |  | Бомилькар | Бомилькар | Бомилькар | Бомилькар | Бомилькар | Бомилькар |  |  |  |  |  |  |  |  |  |  |
|          |          |          |          |          |          |  |  |           |           |           |           |                 |           |  |  |       |       |       |       |       |       |  |  |                    |                    |                    |                    |                    |                    |  |  |      |      |      |      |      |      |        |  |  |  |  |  |           |           |           |           |           |           |  |  |  |  |  |  |  |  |  |  |
|          |          |          |          |          |          |  |  |           |           |           |           |                 |           |  |  |       |       |       |       |       |       |  |  |                    |                    |                    |                    |                    |                    |  |  |      |      |      |      |      |      | Ганнон |  |  |  |  |  |           |           |           |           |           |           |  |  |  |  |  |  |  |  |  |  |

У Гамилькара было трое сыновей: Ганнибал, Гасдрубал и Магон. Испанская хроника «Estoria de Espanna», датируемая 1282 или 1284 годом, сообщает о четвёртом сыне по имени Ганнон, однако другие источники его не упоминают. Согласно гипотезе Якоба Зайберта, четвёртый сын Гамилькара мог быть принесён в жертву около 240 года до н. э.
Из источников известны две дочери Гамилькара (их имена не упоминаются). Одна из них стала женой нумидийского аристократа Нараваса, скрепив таким образом союз против восставших наёмников. Другая вышла за Гасдрубала Красивого, которого ранее называли любовником её отца. Вероятно, она ненадолго пережила Гамилькара, так как Гасдрубал взял в жёны дочь иберийского вождя. Кроме того, одного из карфагенских военачальников времён Второй Пунической войны Ганнона, сына Бомилкара, Аппиан называет племянником Ганнибала; таким образом, матерью Ганнона, по-видимому, была ещё одна дочь Гамилькара.